# Fabricio Oberto
Fabricio Raul Jesus Oberto (ur. 21 marca 1975 w Las Varillas) – argentyński koszykarz, silny skrzydłowy lub center, mistrz olimpijski z Aten, mistrz NBA z 2007 roku, wielokrotny medalista rozmaitych imprez międzynarodowych.
Mierzący 208 cm wzrostu koszykarz karierę zaczynał w Atenas de Córdoba, skąd w 1998 odszedł do Olympiakosu. W Grecji rozegrał tylko jeden sezon, następne lata spędził w hiszpańskiej ACB - najpierw był graczem TAU Cerámica (1999 - 2002, mistrzostwo Hiszpanii 2002), a następnie Pamesy Walencja (2002-2005). W międzyczasie (1999) prowadził rozmowy z New York Knicks, jednak zakończyły się one fiskiem. Wtedy to właśnie związał się z TAU. W 2005 podpisał kontrakt z czołowym zespołem NBA San Antonio Spurs, gdzie grał obok m.in. swego rodaka Manu Ginobiliego. W pierwszym roku gry w USA Oberto był rezerwowym, w sezonie 06/07 często wychodził na parkiet w pierwszej piątce i wraz z kolegami zdobył mistrzowskie pierścienie. Latem 2009 roku Oberto przeszedł do Detroit Pistons, w ramach większej wymiany obejmującej 3 kluby. Niestety w barwach nowej drużyny nie rozegrał ani jednego spotkania. Jeszcze w lipcu tego samego roku został zwolniony, co pozwoliło klubowi z Detroit na zaoszczędzenie 1.7 miliona dolarów z jego kontraktu (zawodnik otrzymał 1,8 z 3,5 miliona dolarów zapisanych w umowie). Pod koniec miesiąca były mistrz NBA podpisał nowy kontrakt, tym razem z zespołem Washington Wizards, za 2 miliony dolarów. 
W reprezentacji Argentyny debiutował już jako dziewiętnastolatek. Trzykrotnie brał udział w MŚ (1998, 2002, 2006), trzy razy zagrał w turnieju rozgrywanym na igrzyskach olimpijskich (1996, 2004, 2008). Oprócz złota z Aten ma na koncie srebrny medal MŚ 2002 oraz brązowy z Pekinu. Oberto posiada również włoskie obywatelstwo.
5 listopada 2010 roku z powodu problemów z sercem zakończył karierę sportową.

## Osiągnięcia i wyróżnienia
Na podstawie, o ile nie zaznaczono inaczej.

### NBA
- Mistrz NBA (2007)[6]

### Argentyna i Europa
Drużynowe
- Mistrz:
  - Pucharu ULEB (2003)
  - Ameryki Południowej z Atenas de Córdoba (1994, 1997, 1998)
  - klubowych mistrzostw Pan-Amerykańskich (1996)
  - Hiszpanii (2002)
  - Argentyny (1998)
  - Argentyny juniorów (1993)
- Wicemistrz:
  - Euroligi (2001)
  - Argentyny (1996)
  - Grecji (1999)
  - Hiszpanii (2003)
- Brąz:
  - Euroligi (1999)
  - Pucharu ULEB (2005)
  - w Pucharze Hiszpanii (2003, 2005)
- Zdobywca Pucharu Hiszpanii (2002)
- 3. miejsce w turnieju McDonalda (Paryż 1997)

Indywidualne
- MVP:
  - Ligi Południowoamerykańskiej (1998)
  - finałów ligi argentyńskiej (1998)
  - sezonu zasadniczego ligi argentyńskiej (1998)
- Najlepszy rezerwowy ligi argentyńskiej (1997)
- Zwycięzca konkursu Slam Dunk Contest (1995)
- Nagrodzony tytułem "Rewelacji rozgrywek" ligi argentyńskiej (1995)
- Zaliczony do:
  - I składu turnieju McDonalda (1997)
  - Galerii Sław Koszykówki FIBA (2019)[5]
- Uczestnik meczu gwiazd:
  - ligi argentyńskiej(1995–1998)
  - hiszpańskiej ligi ACB (2003)
  - wschodzących Nike Hoop Summit (1995)[7]
- Zdobywca tytułu:
  - Rombo de Oro (1997)
  - Silver Olimpia (1997)

### Kadra
Na podstawie, o ile nie zaznaczono inaczej.
- Mistrz:
  - olimpijski (2004)
  - Ameryki (2001, 2011)
  - igrzysk panamerykańskich (1995)
  - turnieju FIBA Diamond Ball (2008)
- Wicemistrz:
  - świata (2002)
  - Ameryki (1995, 2003)
- Brązowy medalista:
  - olimpijski (2008)
  - mistrzostw Ameryki Południowej (1997)
  - turnieju Diamond Ball (2004)
- Uczestnik:
  - igrzysk olimpijskich (1996 – 9. miejsce, 2004, 2008)
  - mistrzostw Świata (1998 – 8. miejsce, 2002, 2006 – 4. miejsce, 2010 – 5. miejsce)
  - Igrzysk Dobrej Woli (1997)
  - mistrzostw świata do U–21 (1997 – 4. miejsce)